# サンティアゴ・デ・コンポステーラ列車脱線事故

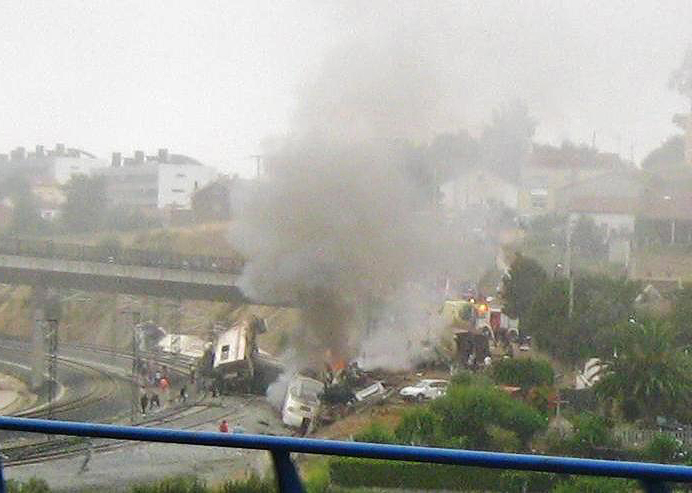
AP-9高速道路から撮影した事故現場の画像

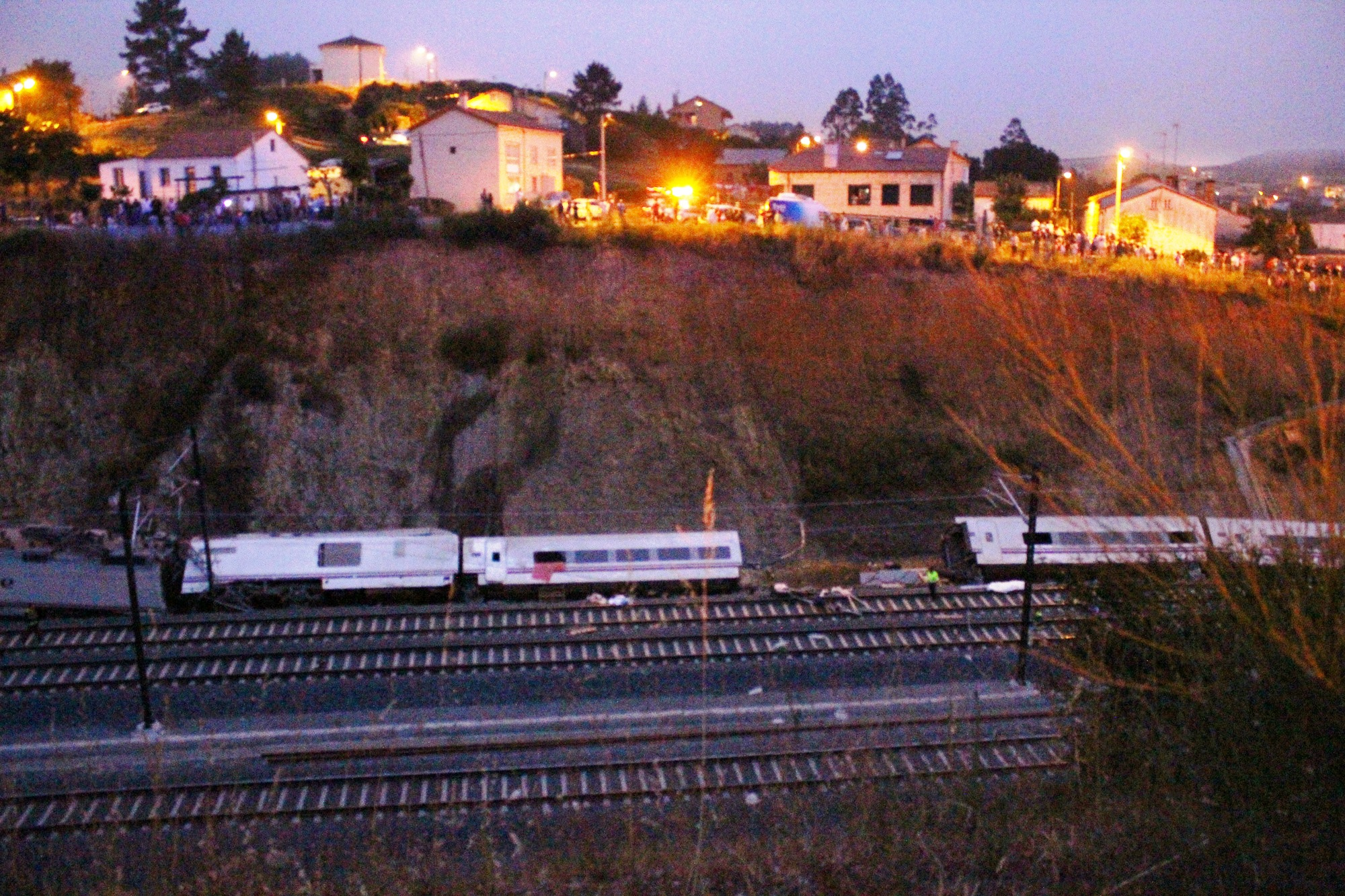
サンティアゴ方面へ脱線した列車

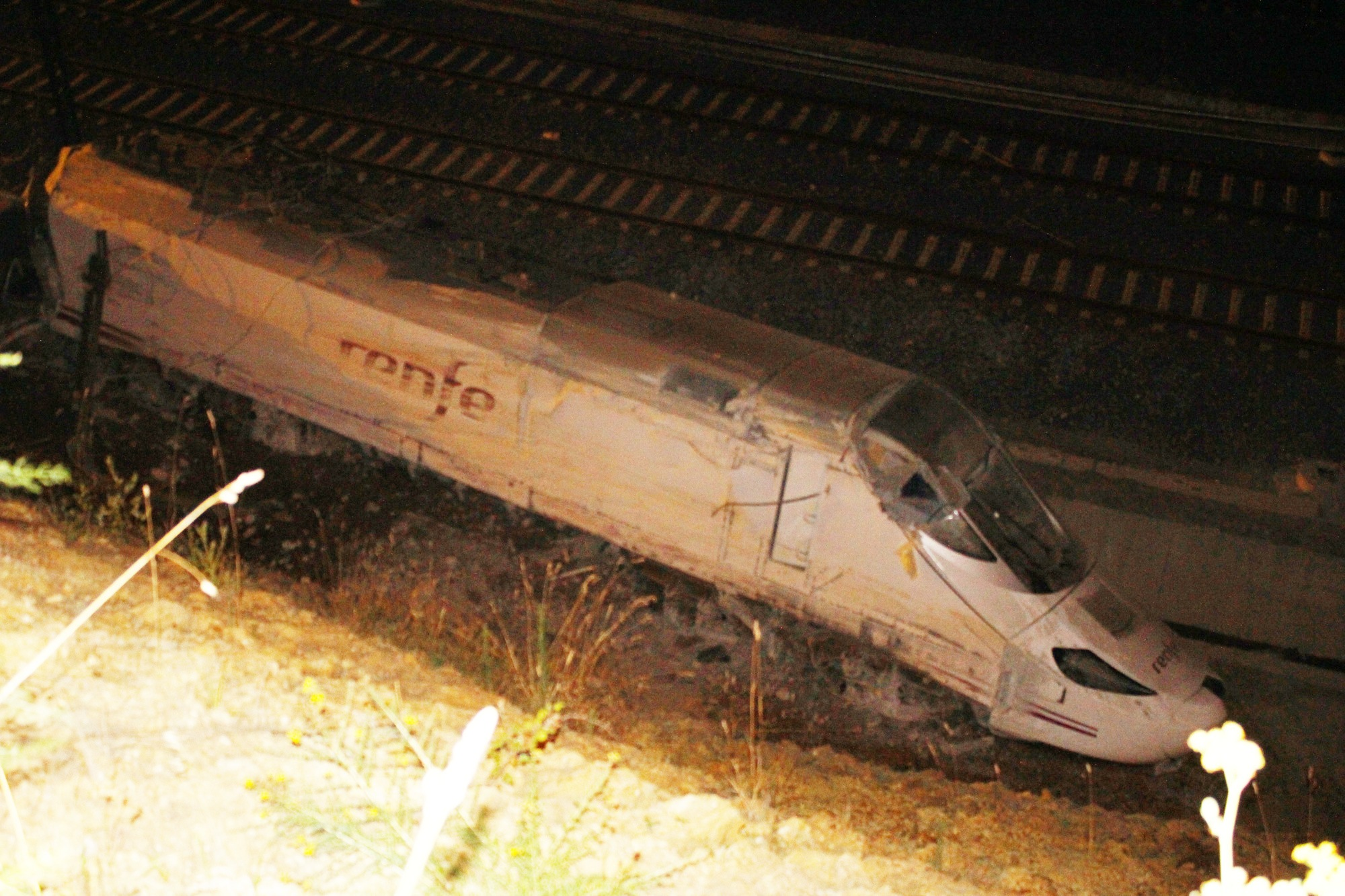
先頭車両。救助作業によって動かした状態。

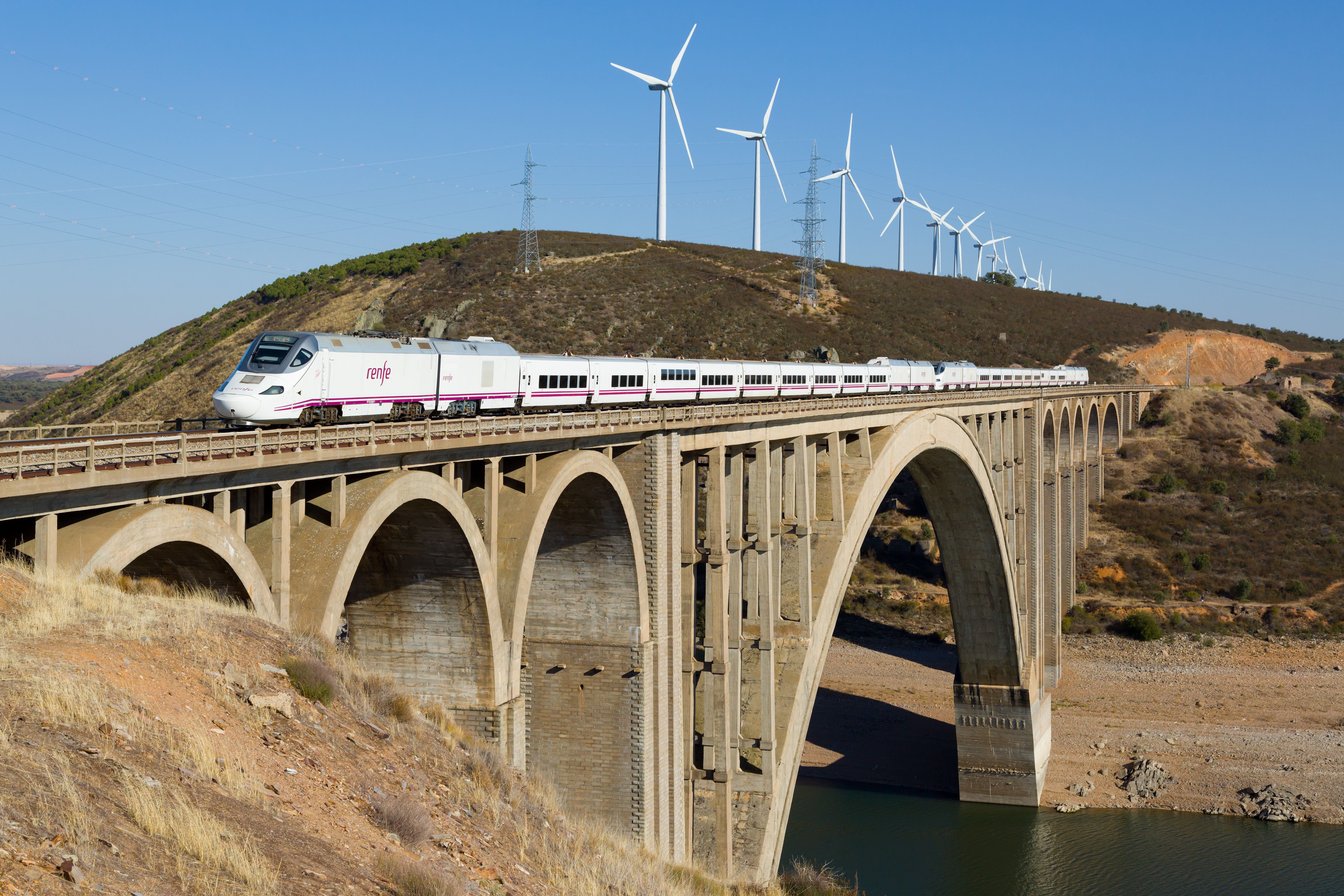
事故の列車と同じ車両型のRENFE 730列車

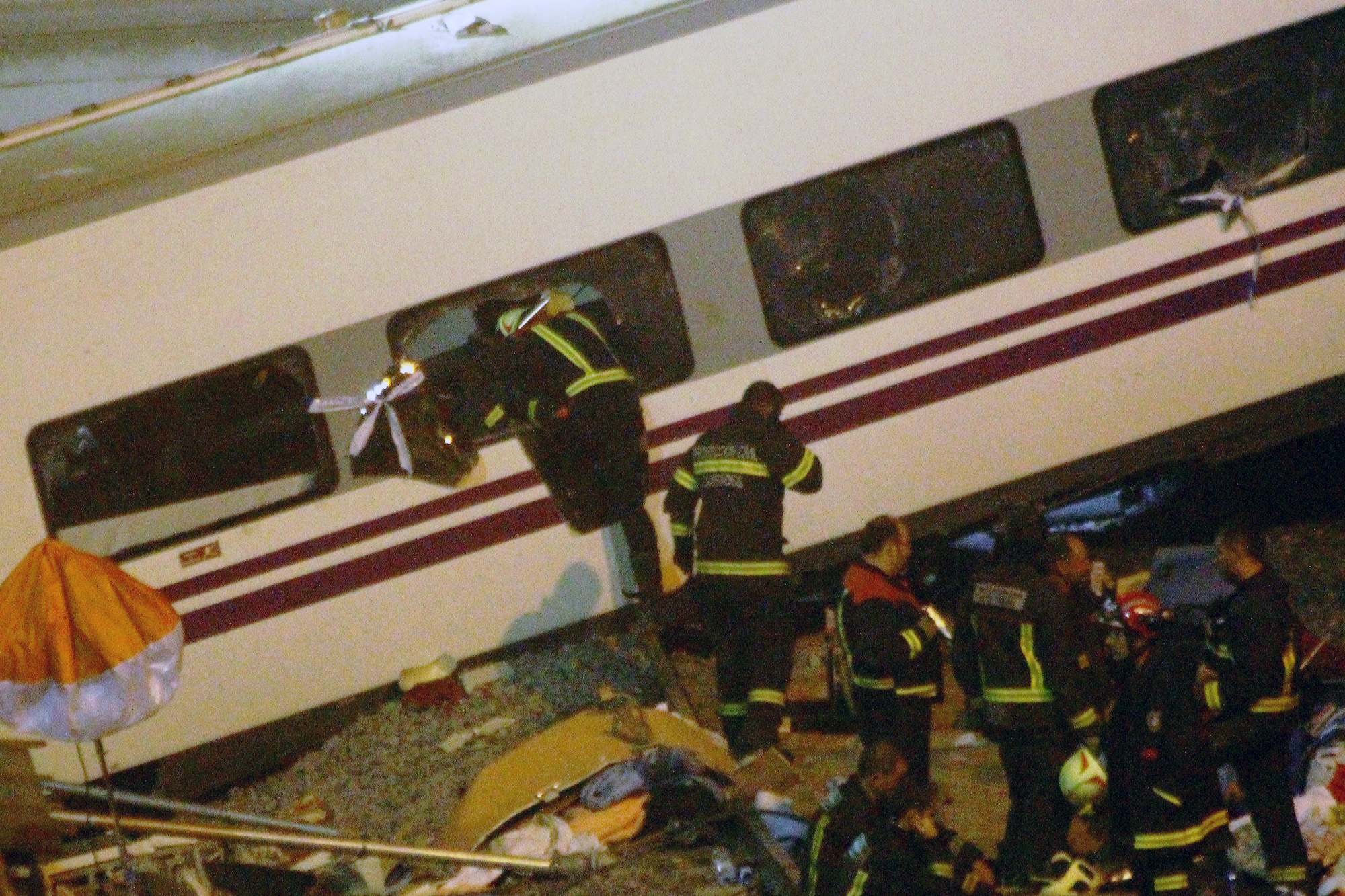
無事だった乗務員が、乗客救助に向かう様子

サンティアゴ・デ・コンポステーラ列車脱線事故（サンティアゴ・デ・コンポステーラれっしゃだっせんじこ）は、2013年7月24日（日本時間7月25日）に、スペイン・ガリシア州サンティアゴ・デ・コンポステーラ郊外において発生した列車脱線事故である。乗客乗員合計約240人が乗車したスペイン国鉄 (RENFE) の運行する高速鉄道の旅客列車が急曲線区間にて脱線転覆し、79人が死亡した。

## 経緯
現地時間の7月24日20時41分頃、マドリード・チャマルティン発フェロル行きの高速旅客列車「アルビア (Alvia) 」（730系、11両編成、動力車2両・客車9両）が、途中のサンティアゴ・デ・コンポステーラ駅手前3 - 4 kmの地点、自治体内のサール教区アングロイス地区に差し掛かった際、曲線区間の制限速度 (80 km/h) を大きく超過する約160 - 220 km/hで進入（現地の報道によると、運転士が190km/hで進入と証言）、脱線転覆に至った。事故発生と同時に一部の車両から火災が発生し炎上、また事故時の衝撃によって車体が2つに切断されたものや、折り重なるように大破したもの、線路防護柵を乗り越えて線路脇の道路へ飛び出したものなど、各車両とも激しく損傷した。
この事故によって現場で73人の死亡が確認され、他4人が病院へ搬送後死亡、100人以上が重軽傷を負った。
事故原因については「列車は高速で走行しており、カーブ区間で大きく傾いた」との乗客の証言があり、列車の速度超過が原因であると現地メディアが報じたものの、スペイン国鉄の広報担当者は原因を断定するには時期尚早と語り、テロの可能性を否定するとともに原因究明には時間を要するとの見通しを示した。事故の翌日、7月26日付の報道によると、スペインの運輸担当国務次官は「列車の速度違反が事故に関係している」との見解を示した。
当該列車の運転士（男性、52歳）は30年の運転士経験を有し、1年以上前からこの路線の運転を担当していたとされる。当該運転士は負傷したものの生存し、今後入院先の病院にて事情聴取が行われる予定と報じられた。しかし、その後の取り調べに対して一切の証言を拒否していた。28日、司法当局（裁判所の予審判事）は同列車を運転していた運転士を過失致死容疑で刑事訴追した。
運転士は現場のカーブに差し掛かる数分前にレンフェの管理官からの電話を携帯電話で受け、脱線事故の瞬間も話していたらしいことがブラックボックスの解析により判明したとガリシア高等裁判所（Tribunal Superior de Xustiza de Galicia）が発表した。
スペインの高速鉄道線とそこを走る列車にはETCS Level2（日本のデジタルATCに相当）が装備されているが、事故現場は改良された在来線との共用区間であり、従来型のASFA（速度照査の項も参考のこと）だけが設置されていたという。ASFAは運転士に速度超過を警告するが、自動的に列車が減速することはない。

## その他
サンティアゴ・デ・コンポステーラは、エルサレムやバチカンなどと並ぶキリスト教の一大巡礼地で、またガリシア州の首都でもある重要な都市である。また、事故翌日の25日は、「聖ヤコブの日」であると同時に「ガリシア民族の日」（Día Nacional de Galicia）でもあり、祝日とされているため、多くの観光客、巡礼客が訪れる。この事故により祝日の行事は全て中止となった。
現地出身のマリアーノ・ラホイ・ブレイ首相は「犠牲者に哀悼の意を表したい」とコメントし、25日に現地を訪れた。
フアン・カルロス1世国王とソフィア王妃は25日にサンティアゴ・デ・コンポステーラ大学病院を訪れ、生存者や犠牲者の家族を見舞った。